# Bougainvillia aberrans
Bougainvillia aberrans is een hydroïdpoliep uit de familie Bougainvilliidae. De poliep komt uit het geslacht Bougainvillia. Bougainvillia aberrans werd in 1993 voor het eerst wetenschappelijk beschreven door Calder. 